# Hans Hallier
Hans Johannes Gottfried Hallier (Jena, 6 de julho de 1868 — Oegstgeest (Leiden), 10 de março de 1932) foi um botânico e sistemata que se destacou no estudo da flora. Foi filho do filósofo e botânico Ernst Hallier.

## Biografia
Estudou botânica e zoologia na Universidade de Jena com Christian Ernst Stahl (1848-1919) e com Ernst Haeckel (1834-1919), continuando os seus estudos na Universidade de Munique com Ludwig Radlkofer (1829-1927) e com Richard Hertwig (1850-1937).
De 1893 a 1897 trabalhou no Jardim Botânico de Buitenzorg, na ilha de Java, passando depois a assistente do Instituto Botânico da Universidade de Munique, transferindo-se em princípios de 1898 para o Museu Botânico de Hamburgo.
De 1903 a 1904 participou numa expedição científica à Índia, Ceilão e ao arquipélago malaio. Publicou várias obras relacionadas com a flora das Índias Orientais Neerlandesas, incluindo um catálogo da flora do Bornéu.
De 1908 a 1922, Hallier foi curador do Rijksherbarium em Leiden. É recordado também por introduzir uma classificação filogénica das fanerogâmicas que ficou conhecido por sistema de Hallier.
O seu apelido serviu de epónimo para o nome genérico Hallieracantha Stapf (Acanthaceae).

## Publicações
Entre muitas outras, é autor das seguintes publicações:
- Indonesische Leidensblumen. [S.l.], 1922
- Neue Vorschläge zur botanischen Nomenklatur. Hamburgo, 1905
- Ueber Kautschuklianen und andere Apocyneen, nebst Bemerkungen über Hevea und einem Versuch zur Lösung der Nomenklaturfrage. Gräfe & Sillem, Hamburgo 1900
- Zur Convolvulaceenflora Amerika's, 1899
- Das proliferierende persönliche und das sachliche, konservative Prioritätsprinzip in der botanischen Nomenklatur. Hamburg, 1900
- Indonesische Acanthaceen: mit 8 Tafeln Nr. IX - XVI. Karras, Halle 1897
- Beiträge zur Anatomie der Convolvulaceen. Engelmann, Leipzig 1893
- Beiträge zur Morphogenie der Sporophylle und des Trophophylls in Beziehung zur Phylogenie der Kormophvten. In: Jahrbuch Hamb. Wiss. Anst. 19. 1901
- Die indonesischen Aeschynanthusarten des Herbariums zu Buitenzorg, 1897
- Die botanische Erforschung Mittelborneos. In: Naturwiss. Wochenschr. 11, 1896
- Ein neues Cypripedium aus Borneo. In: Nat. Tijdschr. N.I. 54, 1895
- Neue und bemerkenswerte Pflanzen aus dem Malaiisch-Papuanischen Inselmeer’ I-III. In: Ann. Jard. But. Buit. 13, 1896
- Paphiopedilum amabile und die Hochgebirgsflora des Berges Klamm in West Borneo, nebst einer Übersicht über die Gattung Paphiopedilum’. In: Ann. Jard. Bot. Buit. 14, 1897
- Beiträge zur Flora von Borneo’. In: Beih. Bot. Centr. Bl. 2e Abt. 34, 1916